# Lee Fields
Elmer Lee Fields est un artiste soul américain né en 1951 en Caroline du Nord, parfois surnommé « Little JB » pour sa ressemblance physique et vocale avec James Brown.

## Biographie
Au cours de ses prolifiques années de carrière il a été en tournée avec des figures de la soul et du RnB comme Kool and the Gang, Hip-Huggers, O.V. Wright, Darrell Banks, and Little Royal.
Il enregistre son premier 45 tours en 1969, et il est toujours en activité aujourd’hui. Plus récemment, il enregistre des disques avec le groupe The Expressions et notamment fait la promotion de son album Faithful Man sur Canal+.
Le mercredi 29 mars 2017, il est, en compagnie de IAM, au programme des concerts d'Inter au studio 105 de la Maison de la Radio de Paris.
Il était à la Nuit Soul avec Michael Kiwanuka et Valerie June lors du Festival Les Nuits de Fourvière, le 22 juillet 2017, à Lyon.

## Discographie
Let's talk it over (1979, Angle 3 Records)

### AvecThe Expressions

#### Problems
Lee Fields et The Expressions sortent l'album Problems en 2002 sur le label Truth & Soul.
| 1.  | Problems                     |  |
| 2.  | The Right Thing              |  |
| 3.  | Rapping With Lee             |  |
| 4.  | Bad Trip                     |  |
| 5.  | Get On The Good Foot         |  |
| 6.  | I Don't Know Where I'm Going |  |
| 7.  | Clap Your Hands résumer      |  |
| 8.  | Honey Dove                   |  |
| 9.  | I'm The Man                  |  |
| 10. | You Made A New Man Out Of Me |  |

#### My World
My World est un album sorti en 2009 sur le label Truth & Soul, en collaboration avec le groupe The Expressions.
| 1.  | Do You Love Me (Like You Say You Do) | 3:25 |
| 2.  | Love Comes And Goes                  | 3:11 |
| 3.  | Honey Dove                           | 4:06 |
| 4.  | Money I$ King                        | 3:18 |
| 5.  | My World Is Empty Without You        | 4:01 |
| 6.  | Expressions Theme                    | 2:51 |
| 7.  | My World                             | 3:27 |
| 8.  | Ladies                               | 4:17 |
| 9.  | These Moments                        | 3:08 |
| 10. | The Only One Loving You              | 4:09 |
| 11. | Last Ride                            | 3:40 |

#### Faithful Man
Lee Fields et The Expressions sortent l'album Faithful Man en 2012 sur le label Truth & Soul.
| 1.  | Faithful Man                   | 4:06 |
| 2.  | I Still Got It                 | 3:37 |
| 3.  | You're the Kind of Girl        | 4:01 |
| 4.  | I'm Still Hanging On           | 3:28 |
| 5.  | Intermission                   | 2:00 |
| 6.  | Wish You Were Here             | 4:12 |
| 7.  | Who Do You Love                | 2:51 |
| 8.  | Moonlight Mile                 | 3:38 |
| 9.  | It's All Over (But I'm Crying) | 4:10 |
| 10. | Walk on Trough That Door       | 5:38 |

#### Emma Jean
Lee Fields et The Expressions sortent l'album Emma Jean en 2014 sur le label Truth & Soul.
| 1.  | Just Can't Win             | 4:04 |
| 2.  | Magnolia (J.J. Cale cover) | 3:20 |
| 3.  | Paralyzed                  | 2:57 |
| 4.  | Standing By Your Side      | 3:48 |
| 5.  | Eye To Eye                 | 4:15 |
| 6.  | In The Woods               | 3:30 |
| 7.  | All I Need                 | 3:34 |
| 8.  | Still Gets Me Down         | 4:13 |
| 9.  | Talk To Somebody           | 4:04 |
| 10. | Stone Angel                | 5:09 |
| 11. | Don't Leave Me This Way    | 4:32 |

#### Special Night
Lee Fields et The Expressions sortent l'album Special Night en 2016 sur le label Big Crown.
| 1.  | Special Night        | 5:54 |
| 2.  | I'm Coming Home      | 3:13 |
| 3.  | Work To Do           | 3:48 |
| 4.  | Never Be Another You | 4:25 |
| 5.  | Lover Man            | 3:13 |
| 6.  | Make The World       | 3:40 |
| 7.  | Let Him In           | 3:45 |
| 8.  | How I Like It        | 2:55 |
| 9.  | Where Is The Love    | 3:43 |
| 10. | Precious Love        | 4:38 |

#### It Rains Love
Lee Fields et The Expressions sortent l'album It Rains Love en 2019 sur le label Big Crown.
| 1.  | It Rains Love                  | 3:55 |
| 2.  | Blessed With The Best          | 3:49 |
| 3.  | Two Faces                      | 3:43 |
| 4.  | You're Whats Needed In My LIfe | 3:38 |
| 5.  | Wake Up                        | 3:44 |
| 6.  | Will I Get Off Easy            | 3:29 |
| 7.  | Love Prisoner                  | 3:45 |
| 8.  | A Promise Is A Promise         | 4:08 |
| 9.  | God Is Real                    | 3:19 |
| 10. | Love Is The Answer             | 3:35 |

### Autres contributions
En 2006, il enregistre le tube Jealousy et Everybody pour Martin Solveig.
En 2008, il réitère sa coopération avec le DJ français pour l'enregistrement du tube I Want You.
En 2016, il coopère avec le DJ français Wax Tailor sur son titre The Road Is Ruff dans l'album By Any Beats Necessary.